# JETRO
JETRO steht für Japan External Trade Organization (jap. 日本貿易振興機構 nihon bōeki shinkō kikō, Japanische Außenhandelsorganisation). Die JETRO (ジェトロ) wurde 1958 vom japanischen Ministerium für internationalen Handel und Industrie (MITI) eingerichtet, um die japanischen Exportbemühungen zu unterstützen und zu fördern. Das jährliche Budget der JETRO ist mehr als zur Hälfte staatlich finanziert. JETRO ist mit 74 Büros in 56 Ländern vertreten, 36 Vertretungen in Japan nicht miteingeschlossen.
Da sich seit ihrer Gründung viele japanische Exporteure erfolgreich international etabliert haben und Japan einen komfortablen Außenhandelsüberschuss vorweisen kann, hat die JETRO ihre Aktivitäten differenziert und erweitert. Sie betreut mittlerweile auch Importgeschäfte (in Form von Messen, Seminaren und Publikationen), Kooperationen zwischen kleinen einheimischen Unternehmen und deren Partnern im Ausland und ist um die gegenseitige Verständigung bemüht. Dabei werden ausländische Unternehmen, die auf dem japanischen Markt Fuß fassen oder expandieren wollen, genauso beraten und vermittelt, so bietet JETRO zum Beispiel aktuelle Informationen über Gesetze und Regularien zur Geschäftsgründung in Japan und vermittelt Geschäftspartner.
Im Jahr 1962 eröffnete die JETRO eine Niederlassung in Düsseldorf und wurde damit zum Mitbegründer der japanischen Gemeinde der Stadt und der ersten deutschen Japantown.